# Ocosingo
Ocosingo é um município do estado do Chiapas, no México. A população do município calculada no censo 2015 era de 218.893 habitantes.